# 黒井千次
黒井 千次（くろい せんじ、1932年5月28日 - ）は、日本の小説家。本名、長部 舜二郎（おさべ しゅんじろう）。サラリーマン生活の傍ら執筆生活を始め、「内向の世代」を代表する作家の一人と目された。大企業の組織を見つめ、労働者の人間疎外を主題とした作品を多数執筆したが、『春の道標』など自伝的な青春小説でも好評を得た。日本芸術院会員、文化功労者。日本文芸家協会理事長、日本芸術院院長を務めた。

## 来歴・人物
東京府下高円寺に、検察官でのち最高裁判事となる長部謹吾の次男として生まれる。都立西高校から1955年東京大学経済学部卒業、富士重工業へ入社し、サラリーマン生活のかたわら、創作を行う。新日本文学会に入り、1958年に『青い工場』を発表し、当時の労働者作家の有望株として、八幡の佐木隆三、長崎の中里喜昭たちとともに注目された。また、『文学界』に『メカニズムNo.1』を執筆。労働現場の矛盾を心理的な側面から描く手法で注目された。
1968年に『聖産業週間』で芥川賞候補となり、1970年に『時間』で芸術選奨新人賞受賞。同年に富士重工を退社、作家活動に専念。この時、会社側から社業に専念できない人物を会社は雇うつもりはないと言われたという。その後、1984年に『群棲』で谷崎潤一郎賞、1994年に『カーテンコール』で読売文学賞（小説部門）、2000年日本芸術院会員、2001年に『羽根と翼』で毎日芸術賞、2006年に『一日 夢の柵』で野間文芸賞をそれぞれ受賞。2010年芸術院第二部部長。2014年日本芸術院長（2020年まで）、同年秋に文化功労者。2018年正月に宮中歌会始の召人を務めた。
1987年から2012年まで芥川賞の選考委員を務めた。他に伊藤整文学賞（2014年まで）、毎日芸術賞選考委員、文化放送番組審議会委員長を務めた。日本文藝家協会の理事長も2002年から2007年まで務めていた。
阿刀田高とは高校の文芸部時代の知己。遠藤周作と共に「宇宙棋院」を主宰。
日本中国文化交流協会副会長・理事長を経て会長。

## 著書
- 『時間』（河出書房新社） 1969、のち角川文庫、のち講談社文芸文庫
- 『見知らぬ家路』（文藝春秋） 1970
- 『時の鎖』（新潮社） 1970、のち集英社文庫
- 『仮構と日常』（河出書房新社） 1971
- 『メカニズムNo.1』（三笠書房） 1971
- 『走る家族』（河出書房新社） 1971、のち集英社文庫
- 『失うべき日』（集英社） 1972、のち文庫
- 『黒井千次集』（河出書房新社、新鋭作家叢書）1972
- 『夢のいた場所』（文藝春秋） 1973
- 『夜のぬいぐるみ』（冬樹社） 1973
- 『彼と僕と非現実』（講談社） 1973
- 『風の絵本』（講談社） 1974、のち文庫
- 『昼の目と夜の耳』（潮出版社） 1974
- 『風の中の紙飛行機』（大和書房） 1974
- 『眼の中の町』（河出書房新社） 1975
- 『歩行する手』（平凡社） 1975
- 『禁域』（新潮社） 1977
- 『五月巡歴』（河出書房新社） 1977　のち文庫、のち講談社文芸文庫
- 『美しき繭』（北洋社） 1977
- 『小説家の時計』（構想社） 1977
- 『家兎』（講談社） 1978
- 『家族展覧会』（集英社） 1979
- 『冬の手紙』（中央公論社） 1980
- 『任意の一点』（彌生書房） 1980
- 『春の道標』（新潮社） 1981、のち文庫、のち小学館
- 『父たちの言い分』（新潮社） 1981
- 『働くということ』（講談社現代新書） 1982
  - 『漫画 働くということ』池田邦彦漫画、講談社〈ビジネスモーニング 1〉2019. NCID BB27997548
- 『記録を記録する』（福武書店） 1982
- 『群棲』（講談社） 1984、のち文芸文庫
- 『隠れ鬼』（新潮社） 1984
- 『永遠なる子供 エゴン・シーレ』（河出書房新社） 1984
- 『星からの1通話』（講談社） 1984、のち文庫
- 『空の地図 創作論ノート』（筑摩書房） 1985
- 『草の中の金の皿』（花曜社） 1985
- 『石の落葉 読書論ノート』（筑摩書房） 1986
- 『五十代の落書き』（講談社） 1986
- 『眠れる霧に』（文藝春秋） 1987
- 『北向きの窓から』（朝日新聞社） 1987
- 『風の履く靴』（新潮社） 1988
- 『たまらん坂 武蔵野短篇集』（福武書店） 1988、のち文庫、のち講談社文芸文庫
- 『穴と空』（成瀬書房） 1988
- 『銀座物語』（文藝春秋） 1989
- 『黄金の樹』（新潮社） 1989、のち小学館 - 『春の道標』の続編
- 『指・涙・音』（講談社） 1989
- 『捨てられない日』（読売新聞社） 1992
- 『自画像との対話』（文藝春秋） 1992
- 『K氏の秘密』（新潮社） 1993
- 『カーテンコール』（講談社） 1994、のち文庫
- 『嘘吐き』（新潮社） 1995
- 『老いの時間の密度』（角川書店） 1995
- 『夜更けの風呂場』（彌生書房） 1996
- 『戯曲の窓・小説の扉』（白水社） 1996
- 『珈琲記』（紀伊國屋書店） 1997
- 『夢時計』上・下（講談社） 1997
- 『羽根と翼』（講談社） 2000
- 『横断歩道』（潮出版社） 2002
- 『日の砦』（講談社） 2004、のち文庫
- 『石の話 自選短篇集』（講談社文芸文庫） 2004
- 『一日 夢の柵』（講談社） 2006、のち講談社文芸文庫
- 『老いるということ』（日本放送出版協会） 2006、のち増補し講談社現代新書
- 『高く手を振る日』（新潮社） 2010、のち文庫
- 『時代の果実』（河出書房新社） 2010
- 『散歩の一歩』（講談社） 2011
- 『老いのかたち』（中公新書） 2010
- 『老いのつぶやき』（河出書房新社） 2012
- 『生きるということ』（河出書房新社） 2013
- 『漂う　古い土地 新しい場所』（毎日新聞社） 2013
- 『老いの味わい』（中公新書） 2014
- 『老いへの歩み』（河出書房新社） 2015
- 『流砂』（講談社） 2018
- 『老いのゆくえ』（中公新書） 2019
- 『枝の家』（文藝春秋） 2021.6

### 共著編
- 『ヒト、空間を構想する 都市 / 住居論講義』（原広司、朝日出版社、Lecture books） 1985
- 『エゴン・シーレ 魂の裸像』（編、二玄社） 1999
- 『「内向の世代」初期作品アンソロジー』（講談社文芸文庫） 2016